# Thygesonova površinska točkasta keratopatija
Thygesonova površinska točkasta keratopatija (TPTK) je bolest očiju. Uzroci TPTK-a nisu trenutno poznati, ali detalje o toj bolesti je prvi puta objavio Phillips Thygeson 1950. godine u Journal of the American Medical Association po kome je bolest i nazvana.

## Simptomi
Pacijent s TPTK navodi tegobe kao što su: zamagljen vid, suzne oči, osjećaj stranog tijela u oku i osjetljivost na jako svjetlo. Inspekcijom s procjepnom svjetiljkom vidljiva su sitna izbočenja (uzdignuća) na rožnici oka. Ta uzdignuća su lakše vidljiva nakon aplikacije flouresceina. Uzdignuća su nepravilno pozicionirana na rožnici i mogu se pojaviti i nestati u određenom vremenskom periodu (s ili bez terapije).
TPTK može zahvatiti samo jedno ili oba oka. Kad su zahvaćena oba oka, broj sitnih uzdignuća na rožnici može varirati između jednog i drugog oka. Jačina simptoma se često mijenja tokom bolesti. Bolest može prijeći u remisiju, ali se može opet javiti nakon nekoliko mjeseci ili godina.

## Uzroci
Uzroci TPTK-a još uvijek nisu poznati.

## Liječenje
Postoje različiti načini liječenja TPTK-a. Simptomi mogu nestati i bez liječenja, ali liječenje može ubrzati i povećati vjerojatnost remisije.
- PRK (fotorefraktivna keratektomija) laserska operacija očiju može izliječiti tu bolest.
- Umjetne suze ili masti mogu biti primijenjene za blaže oblike bolesti.
- Niska doza steroidnih kapi za oči, kao što su prednison, fluorometolon, loteprednol (Lotemax 0.5%) ili rimeksolon. Steroidne kapi treba oprezno koristiti i redovito kontrolirati očni tlak.
- Meke kontaktne leće.
- Ciklosporin je eksperimentalna terapija za TPTK. Uobičajeno se koristi kod transplantacije kako bi se smanjio odgovor imunološkog sustava.
- Laserski tretman oka.

## Vanjske poveznice
- Handbook of Ocular Disease Management TSPK page  Arhivirana inačica izvorne stranice od 27. kolovoza 2006. (Wayback Machine)
- UIHC Ophthalmology and Visual Sciences TSPK page
- TSPK treatments
- TSPK discussion  Arhivirana inačica izvorne stranice od 25. studenoga 2005. (Wayback Machine)

|  | Molimo pročitajte upozorenje o korištenju medicinskih informacija. Ne provodite liječenje bez savjetovanja s liječnikom! |